# Wake Up!
Wake Up! Music Album with His Words and Prayers é um álbum de rock do Papa Francisco lançado em 27 de novembro de 2015 em Believe Digital. O álbum é formado por falas do Papa Francisco gravadas em numerosos lugares do mundo, entre 2013 e 2015, com música acompanhante de rezas e hinos por diversos produtores e artistas italianos.

## Produção
As músicas tiveram contribuições de vários artistas e produtores italianos, incluindo Don Giulio Neroni, Giorgio Kriegsch, Mite Balduzzi, Giuseppe Dati, Lorenzo Piscopo, diretor orquestral Dino Doni, e membro oficial da banda italiana de rock progressivo Le Orme, Tony Pagliuca. O álbum foi lançado através do selo Believe Digital.

## Lançamento
A primeira faixa do álbum liberada foi "Wake Up! Go! Go! Forward!" em 26 de setembro de 2015. O álbum completo chegou ao quarto lugar nas paradas US World Albums da Billboard.

## Lista de faixas
Fonte
| N.º | Título                               | Música                | Data e local da fala                                                                  | Duração |  |
| 1.  | "Annuntio Vobis Gaudium Magnum!"     | Jorge Mario Bergoglio | Cidade do Vaticano, em 13 de março de 2013                                            | 6:53    |  |
| 2.  | "Salve Regina"                       | Bergoglio             | Rio de Janeiro, em 25 de julho de 2013; e Cagliari, Itália, em 22 de setembro de 2013 | 5:17    |  |
| 3.  | "Cuidar el Planeda"                  | Bergoglio             | Roma, Itália, em 20 de novembro de 2014                                               | 4:46    |  |
| 4.  | "Por Qué Sufren los Niños?"          | Bergoglio             | Manila, Filipinas, em 18 de janeiro de 2015                                           | 5:20    |  |
| 5.  | "Non lasciatevi rubare la speranza!" | Bergoglio             | Cidade do Vaticano, em 7 de junho de 2013                                             | 3:57    |  |
| 6.  | "La Iglesia No Puede Ser una ONG!"   | Bergoglio             | Rio de Janeiro, em 25 de julho de 2013                                                | 4:49    |  |
| 7.  | "Wake Up! Go! Go! Forward!"          | Bergoglio             | Coreia do Sul, em 17 de agosto de 2014                                                | 5:12    |  |
| 8.  | "La Fe Es Entera, No Se Licua!"      | Bergoglio             | Rio de Janeiro, em 25 de julho de 2013                                                | 4:32    |  |
| 9.  | "Pace! Fratelli!"                    | Bergoglio             | Cidade do Vaticano, em 8 de junho de 2014                                             | 5:52    |  |
| 10. | "Santa famiglia di Nazareth"         | Bergoglio             | Cidade do Vaticano, em 27 de outubro de 2013                                          | 5:10    |  |
| 11. | "Fazei o Que Ele Vos Disser!"        | Bergoglio             | Cidade do Vaticano, em 31 de maio de 2013                                             | 3:31    |  |